# Фалькенберг, Рихард
Рихард Фалькенберг (нем. Richard Falckenberg; 1851—1920) — немецкий философ

.
Был профессором в Эрлангене, автор пользующегося довольно широким распространением руководства по истории новейшей философии «Geschichte der neueren Philosophie seit N. Cusanus» — Leipzig, 1886), переведённого и на русский язык. Написал ещё «Grundzüge der Philosophie des N. Cusanus mit besonderer Berücksichtigung der Lehre vom Erkennen» (Бресл., 1880).